# Club der einsamen Herzen
Club der einsamen Herzen ist eine deutsche Tragikomödie von Christine Hartmann mit Hannelore Elsner, Jutta Speidel und Uschi Glas in den Hauptrollen dreier Freundinnen, deren zerbrochene Freundschaft nach 45 Jahren eine Erneuerung erfährt. Der Film wurde am 8. Juni 2019 im Ersten erstmals ausgestrahlt.

## Handlung
Kiki: „Neulich habe ich gelesen – irgendwo – wahrscheinlich stand es in der Zeitung, ist ja auch egal, dass der Mensch dann am glücklichsten ist, wenn er in einen Flow kommt. Das passiert, wenn man so intensiv mit etwas beschäftigt ist, dass man ringsherum alles vergißt. Ich weiß auch noch ganz genau, wie sich das anfühlt, wenn man richtig glücklich ist. Vollständig hin und weg, vor lauter Sehnsucht.“ Helga: „Nur wird das, wenn man älter wird, immer schwieriger. Weil es diese Momente gar nimmer gibt. Das meiste kennt man eh und weil die meisten, die man mal kannte, sowieso schon nimmer da sind.“ 
Helga Kreitmann und Maria Brenner, beide knapp 70 und verwitwet, die in der beschaulichen Stadt Landshut leben, treffen während eines Malkurses unverhofft ihre einstige Freundin Kiki Kröschel wieder, die dort als Model präsentiert wird. Es ist lange her, dass die drei sich gesehen haben. Helga und Maria tragen Kiki nach, dass sie sie vor 45 Jahren mit einem schon unterschriebenen Pachtvertrag für das örtliche Tanzcafé sitzenließ. Kiki erfährt, dass Maria, die ihr Juweliergeschäft inzwischen an ihren Sohn Jakob übergeben hat, auf jede Beerdigung im Ort geht und Helga, die in einem alten Reihenhaus lebt, immer noch ihrem Mann nachtrauert. Als im ehemaligen Tanzcafé „Düll“ eine Party Ü30 veranstaltet wird, kann Kiki Helga und Maria dazu überreden, dort hinzugehen. An diesem Abend schlägt Kiki den Freundinnen vor, das Café, das in Kürze geschlossen werden soll, zu übernehmen und den damaligen Traum doch noch Wirklichkeit werden zu lassen. 
Da Helga und Maria davon nichts wissen wollen und meinen, niemand brauche Kiki in Landshut, beschließt diese, ihr Leben zu beenden und von einer Brücke zu springen. Zum Glück misslingt das aber und Helga, die eine Vorahnung hatte, wie es in Kiki aussieht, erzählt der Freundin freudestrahlend, dass sie sich entschlossen habe, das Tanzcafé zu kaufen und wiederzueröffnen. So verkauft sie ihr Eigenheim und ersteht das Café. Ihre Töchter Sabine und Riccarda, die zwar wollten, dass ihre Mutter das Haus verkauft, aber mit dem Erlös ganz eigene Pläne hatten, sind entsetzt. Auch Maria wird von beiden in das Projekt eingebunden, deren Sohn Jakob verhält sich ähnlich eigennützig wie Helgas Töchter. Zusammen planen sie, ihre Mütter in einer Seniorenresidenz unterzubringen. Die Renovierung des Cafés gestaltet sich schwieriger und kostenintensiver als von den drei Frauen erhofft, und ein Wasserrohrbruch bringt das Unterfangen zusätzlich in Gefahr. So beschließt Maria, zusammen mit Kiki ihr gehörenden Schmuck aus dem Tresor des Familien-Juweliergeschäfts zu entnehmen. Dabei werden die beiden Frauen Zeugen des Ehebruchs durch Jakob Brenner mit Helgas Tochter Sabine, die im Geschäft miteinander schlafen.
Eindrucksvoll machen Helga und Maria ihren Kindern klar, dass sie ein Recht auf ihr eigenes Leben und dessen Gestaltung haben, was Jakob Brenner sowie Sabine und Riccarda Kreitmann dazu bringt, ihr Verhalten zu überdenken. Ein alter Freund Helgas, Lothar Wessel, verlässt seine provinzielle Ehefrau Josefine und gesteht Helga, dass sie immer schon seine große Liebe gewesen sei. Am Tag der Eröffnung ist das im alten Stil gestaltete Café bis auf den letzten Platz besetzt und Kiki bangt hinter der Bühne voller Nervosität ihrem Auftritt entgegen. Die ehemals erfolgreiche Sängerin trägt das Chanson „Ich will das Rad der Zeit verdrehen und bis in Ewigkeit bestehen“ vor, für das sie reichlich Applaus erhält und von den Anwesenden gefeiert wird.

## Produktion

### Produktionsdaten, Dreharbeiten
Produziert wurde der Film von der telenormfilm GmbH für die ARD Degeto Film. Als Produzenten traten Florian Deyle und Philip Schulz-Deyle auf. Die Redaktion lag bei Claudia Luzius und Sascha Schwingel.
Die Dreharbeiten für Club der einsamen Herzen fanden vom 23. Juli bis zum 23. August 2018 in München und in Landshut, dort vorwiegend in der Altstadt, in der Fußgängerzone, rund um den Dreifaltigkeitsplatz und in der Ländgasse, statt. Christine Hartmann, die das Drehbuch schrieb und Regie führte, wurde in Landshut geboren.

### Soundtrack
- Simon & Garfunkel: The Sound Of Silence
- Claudine Longet: Sugar Me
- Rockwell: Somebody’s Watching Me
- Bonnie Tyler: Holding Out For A Hero
- The Animals: House Of The Rising Sun
- Bee Gees: Stayin’ Alive
- Procol Harum: A Whiter Shade Of Pale[1]

### Hintergrund
Am Filmset ahnte niemand, wie schwer krank Hannelore Elsner zu diesem Zeitpunkt war und dass ihr aufgrund ihrer Krebserkrankung nur noch wenige Monate verblieben. Uschi Glas erzählte, dass die Kollegin „mit so viel Energie vor der Kamera“ gestanden und „bis zuletzt viel gedreht“ habe, „weil Arbeiten vor der Kamera, der Film, ihr Leben“ gewesen sei. „Hannelore hat kein einziges Mal den Anschein erweckt, dass es ihr nicht gut geht“, sagte Uschi Glas und ergänzte, sie sei wie immer gewesen: die zarte Frau mit dem einzigartigen, umwerfenden Lachen und der wunderbaren Stimme. Voller Hingabe habe sie sich in ihre Rolle hineingefühlt. „Hannelore hat mit Energie und Freude gedreht. Sie war zu 100 Prozent da.“ Viel Spaß habe man miteinander gehabt und am Abend im Hotel noch lange geredet. Als sie auseinandergegangen seien, hätten sie vereinbart, sich öfter zu sehen und noch einen weiteren Film zusammen zu drehen. Der Tod der Kollegin habe sie tief erschüttert, meinte Glas. Glas kann laut eigener Aussage gut verstehen, dass Hannelore Elsner ihre Krankheit nicht öffentlich gemacht habe, da dies eine intime Sache und ihr gutes Recht gewesen sei.
Christine Hartmann äußerte, dass es geradezu absurd sei, wenn sie den Film nun sehe, dass Hannelore Elsner nicht mehr da sei und zeigte sich tief erschüttert über den so schnellen Tod der Schauspielerin. Man habe geplant, den Film gemeinsam anzuschauen. Dass es dazu nicht mehr gekommen sei, tue ihr in der Seele weh. Sie werde das Lachen von Hannelore Elsner in ihrem Herzen bewahren und ihre Worte, dass man vor jedem Projekt Ehrfurcht und Demut haben müsse. Es sei ihr eine große Ehre gewesen, diesen Film mit dieser Schauspielerin noch drehen zu dürfen.

### Veröffentlichung
Der am 8. Juni 2019 erstmals in der ARD im Programm Das Erste ausgestrahlte Film wurde am 1. November 2019 von der Studio Hamburg Enterprises GmbH auf DVD veröffentlicht. Der internationale Titel des Films lautet Club of the Lonely Hearts; in Russland wurde der Film unter dem Titel Клуб одиноких сердец (Klub odinokikh serdets) veröffentlicht.

## Rezeption

### Einschaltquote
Der Film wurde bei seiner Fernseherstausstrahlung am 8. Juni 2019 im Ersten von insgesamt 4,11 Millionen Zuschauern gesehen und erreichte einen Marktanteil von 16,1 Prozent. Quotenmeter hielt für die jungen Zuschauer der „14- bis 49-Jährigen“ einen Wert von 0,33 Mio. fest, da Hannelore Elsner, Uschi Glas und Jutta Speidel „keine Faszination“ auf diesen Zuschauerkreis ausgeübt hätten.

### Kritik
Tilmann P. Gangloff bezeichnete den Fernsehfilm in der Frankfurter Rundschau als „Film, der offenkundig niemandem weh tun will“ und „viel zu brav, um wirklich böse zu sein“. „Schade“ sei „es vor allem um das Potential der drei Hauptdarstellerinnen“. „Gelungen“ sei „immerhin die Songauswahl“.
Von der Berliner Morgenpost wird der Fernsehfilm als „harmlos amüsant“ bewertet, ihm fehle allerdings der „rechte Biss“; besonders die Dialoge werden als „erstaunlich zahm“ eingestuft. Dass „die Tragikomödie trotzdem berühr[e], lieg[e] an Elsner, Glas und Speidel, die mit viel Herz bei der Sache“ seien. „Eine leise Wehmut“ durchziehe „die 90 Minuten Film, in dem es auch um Angst geht – vor der Einsamkeit, vor Gebrechen und dem Tod“. So sei „‚Der Club der einsamen Herzen‘ ein wunderbares Abschiedsgeschenk für eine großartige Hannelore Elsner“.
Auf der Seite Goldene Kamera ist der Film der TV-Tipp mit einer Bewertung von vier von fünf möglichen Kameras, „weil… Uschi Glas, Jutta Speidel und der kürzlich verstorbenen Hannelore Elsner ist der Spaß an dieser drollig-traurigen Best-Ager-Geschichte anzusehen. Eine unterhaltsame Komödie mit viel Feingefühl. Ein würdiger TV-Abschied von unserer Preisträgerin Hannelore Elsner.“
Prisma schrieb zur Leistung von Hannelore Elsner: „Ohne jetzt posthum lobhudeln zu wollen: Die Kiki der Hannelore Elsner ist dann doch die Beste in diesem Film […]. Durchaus stimmig in ihrer geradezu verzweifelten Mutmacher-Rolle ist sie ein mahnendes Symbol der Lebensfreude aus längst vergangenen Zeiten.“ Gelobt wurde auch Elsners Auftritt am Ende des Films, in dem sie als Kiki „das neue alte Tanzcafé im schwarzen Kleid mit einem wunderbar sentimentalen Song hinter dem 60er-Jahre-Mikrofon“ eröffnet. Mit ihrer dunklen Mädchenstimme singe sie: „Die Zeit vergeht – wer hält sie auf, doch mein Blick ist noch derselbe – jung und wach, bereit für mehr.“
Im Stern wurde die Frage gestellt, ob sich das Einschalten des Films lohne. Die Antwort lautete: „Ja, denn es ist eine sehr schöne Rolle für Hannelore Elsner in einem kurzweiligen Film. Und auch ihre Filmpartnerinnen lassen ihrem komödiantischen und tragischen Talent freien Lauf.“ Gelobt wurde auch die weiteren Darsteller und die Musik im Film, die für „viel gute Laune“ sorge. „Apropos: Für den Schluss sollten echte Elsner-Fans allerdings schon mal die Taschentücher bereitlegen…“
Axel Weidemann von der Frankfurter Allgemeinen Zeitung konnte dem Film nichts abgewinnen und meinte, für „Hannelore Elsner in einer ihrer letzten Rollen“ sowie für Jutta Speidel und Uschi Glas hätte man sich „eine würdige, romantische Komödie gewünscht“. Es komme jedoch anders. Dabei seien „die Versuche des Films, Themen, mit deren Umgang sich viele Produktionen merkwürdig schwertun“ würden – „Liebe und Sex im Alter, der Umgang mit dem Tod oder die Frage, ob Beziehungen zwangsläufig zu Ende“ seien, „wenn bestimmte Grenzen überschritten“ würden, – „zu verhandeln, ehrenwert. Wenn aber alle vielversprechend beginnenden Szenen mit ihren durchweg erfahrenen Schauspielerinnen in die Schluchten von Pointen stürzen“ müssten, „bei denen allen, die nach 1920 geboren sind, der Spaß vergehe, dann [werde] es tragisch“.
Auch Jan Freitag von der Stuttgarter Zeitung zog für den Film ein negatives Fazit. Er schrieb: „Hannelore Elsner, Deutschlands wohl letzte wahre Filmdiva, spielt Kiki mit spürbarer Hingabe. Die hätte ein besseres Drehbuch als das der versierten ‚Tatort‘-Regisseurin Christine Hartmann verdient.“ Jutta Speidel gucke in ihrer Rolle „90 Minuten lang wie ein verschrecktes Reh, während Uschi Glas ihrer halsstarrigen Maria stets ein wenig zu viel Bitterkeit in den Eierflip“ kippe. Man wünsche sich „schon nach der Hälfte des Films daher inständig, Hannelore Elsner schaue sich den ‚Club der einsamen Herzen‘ von droben nicht auch noch mal an“.